# Italian coffee
Italian coffee (Nederlands: Italiaanse koffie) is een drank op basis van hete koffie. De bereidingswijze is hetzelfde als Irish coffee maar in de plaats van whisky wordt er Italiaanse amaretto gebruikt.